# جان هال (هنرپیشه)
جان هال (انگلیسی: Jon Hall; ۲۳ فوریهٔ ۱۹۱۵ – ۱۳ دسامبر ۱۹۷۹) یک هنرپیشه اهل ایالات متحده آمریکا بود.